# Josef Schramek
Josef Schramek (* 30. März 1856 in Chrudim; † 16. Oktober 1940 in Winterberg (Vimperk) im Böhmerwald) betätigte sich neben seinem Lehrberuf vor allem als Volkskundler und Schriftsteller.

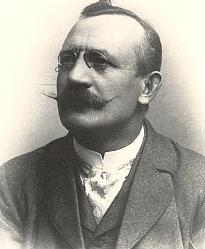
Josef Schramek

Josef Schramek wurde in Chrudim geboren, wo sein Vater zu jener Zeit k. k. Katastralbeamter war. Als Schramek 1 ½ Jahre alt war, wurde sein Vater in die Bukowina und später nach Galizien versetzt, woselbst Schramek die Volksschule besuchte. Im Jahre 1868 nach Böhmen zurückgekehrt, gab Schrameks Vater seinen Sohn in die Unterrealschule nach Iglau und nach Absolvierung derselben in die fünfte Realklasse nach Prag. Von dort kam Schramek nach Königgrätz, dem damaligen Wohnort seiner Eltern, und trat daselbst in das k. k. Vermessungsamt als Praktikant ein. Ein halbes Jahr später kam Schramek an die Ingenieurschule nach Mittweida in Sachsen und nach Absolvierung dieser zu F. Ringhofer in Prag, woselbst er durch zwei Jahre als technischer Beamter verblieb. 1875 aus Arbeitsmangel entlassen, wurde Schramek Aushilfslehrer in Eisenstein, nach Ablegung einer Aufnahmeprüfung besuchte Schramek den vierten Jahrgang der Budweiser Lehrerbildungsanstalt. Nach der Absolvierung derselben wirkte er vier Jahre im Brüxer Bezirk und dann bis zu seiner Pensionierung als Lehrer, Schulleiter und Oberlehrer in Stubenbach, Großhaid und Freiung im Böhmerwald.

## Werke (Auswahl)
- Das Böhmerwaldbauernhaus (1908)
- Der Böhmerwaldbauer, Anhang: Der Böhmerwaldholzhauer (1915)
- 42 Wochen Heimatkunde in der Schule (1916)
- Vom Arber bis zum Plöckenstein. 50 lustige Geschichten aus dem Böhmerwald (Regensburg 1928)

Erzählungen aus Zeitungen und Zeitschriften
- Der Heilige Abend des Herrn Burghofer
- Die Erbtante
- Der halbe Schopenhauer
- Nochmals: Der halbe Schopenhauer
- Die Schönheitskonkurrenz von Sengetschlag
- Schön is g’wen